# Henriette Sontag
Henriette Sontag, właśc. Gertrude Walpurgis Sonntag (ur. 3 stycznia 1806 w Koblencji, zm. 17 czerwca 1854 w Meksyku) – niemiecka śpiewaczka, sopran.

## Życiorys
Pochodziła z rodziny artystycznej, jej ojciec Franz Sonntag był aktorem, matka Franziska z d. Martloff śpiewaczką. Początkowo uczyła się u matki, po raz pierwszy wystąpiła na scenie w wieku 5 lat. Po śmierci ojca w 1814 roku wyjechała z matką do Pragi, gdzie uczyła się w miejscowym konserwatorium u Anny Czegki (śpiew) i Johanna Petera Pixisa (fortepian). W Pradze zadebiutowała w 1821 roku rolą w operze Jean de Paris François-Adriena Boieldieu. Od 1822 roku występowała w Wiedniu, zachwycony jej śpiewem Carl Maria von Weber specjalnie dla niej napisał tytułową rolę w operze Euryanthe (wyst. 1823). W 1825 roku wzięła udział w prapremierowych wykonaniach IX Symfonii i Missa Solemnis Ludwiga van Beethovena. W 1825 roku występowała w Dreźnie, w tym samym roku debiutowała w Königstädter Theater w Berlinie w roli Izabelli we Włoszce w Algierze Gioacchino Rossiniego. W 1826 roku wystąpiła w Comédie-Italienne w Paryżu jako Rozyna w Cyruliku sewilskim Rossiniego. W tej samej roli wystąpiła w 1828 roku w King’s Theatre w Londynie.
W 1829 roku poślubiła sardyńskiego dyplomatę hrabiego Carlo Rossiego, przez co zgodnie z ówczesnymi obyczajami musiała zakończyć karierę sceniczną. Otrzymała wówczas od króla pruskiego tytuł hrabiny von Lauenstein. Po ślubie występowała okazjonalnie z recitalami koncertowymi, towarzysząc mężowi w podróżach służbowych. W 1830 roku wystąpiła na 11 koncertach w Warszawie, w trakcie koncertu na Zamku Królewskim przy akompaniamencie Karola Kurpińskiego wykonała dedykowane jej Potpourri czyli wariacje na śpiewy polskie. W latach 1838–1843 mieszkała wraz z mężem, pełniącym wówczas funkcję ambasadora, w Petersburgu. W 1849 roku, gdy po zmianie na sardyńskim tronie jej mąż zakończył pracę w dyplomacji, wróciła na scenę. Odbyła tournée po Anglii i Niemczech, wystąpiła też w Brukseli oraz w Paryżu, gdzie w 1850 roku wykonała napisaną specjalnie dla niej rolę Mirandy w operze La tempesta Jacques’a Fromentala Halévy’ego. W 1852 roku wyjechała z mężem do Stanów Zjednoczonych, gdzie występowała w Nowym Jorku, Bostonie i Filadelfii. W 1854 roku wyjechała z grupą włoskich artystów na występy do Meksyku, gdzie zmarła w trakcie szalejącej epidemii tyfusu.
Uważana za największą obok Angeliki Catalani i Marii Malibran śpiewaczkę operową XIX wieku. Cechowała się skalą głosu od a do e3. Ceniono jej role w dziełach Mozarta, Rossiniego, Donizettiego i Belliniego. Talent Sontag podziwiał w liście do Tytusa Woyciechowskiego Fryderyk Chopin, który gościł na 8 z 11 jej warszawskich koncertów w 1830 roku.